# Oued Grou
Der Oued Grou ist ein ca. 140 km langer Nebenfluss des Bou-Regreg im Nordwesten Marokkos.

## Verlauf
Der Oued Grou entspringt im Mittleren Atlas etwa 10 km östlich der Kleinstadt Aguelmous im Nordosten der Region Béni Mellal-Khénifra in einer Höhe von ca. 1300 m. Er fließt zunächst nach Südwesten; nach knapp 50 km macht er einen 90°-Knick nach rechts. Für die nächsten ca. 90 km fließt er relativ konstant in Richtung Nordwesten und mündet schließlich in den mittleren Arm der Talsperre Sidi Mohammed Ben Abdallah, die die Trinkwasserversorgung des städtischen Großraums Rabat-Salé-Casablanca mit ca. 10 Millionen Einwohnern sicherstellt.

## Städte
An den zunächst felsigen, später dann flachen Ufern des Oued Grou finden sich weder Städte noch Dörfer.

## Hydrometrie
Die Durchflussmenge des Oued Grou wurde an der Station Ras Fathia, bei dem größten Teil des Einzugsgebietes, über die Jahre 1975 bis 2018 in m³/s gemessen (Werte aus Diagramm abgelesen).